# Sainte-Croix, Ain
Sainte-Croix là một xã ở tỉnh Ain, vùng Auvergne-Rhône-Alpes thuộc miền đông nước Pháp.